# Mots japonais d'origine portugaise
Beaucoup de mots japonais d'origine portugaise sont entrés dans la langue japonaise quand les prêtres jésuites portugais ont présenté les idées chrétiennes, la science occidentale, la technologie et des produits aux Japonais au cours de la période Muromachi (XVe – XVIe siècles). 
Les Portugais étaient les premiers Européens à atteindre le Japon et les premiers à établir un commerce direct entre le Japon et l'Europe, en 1542. Durant les XVIe et XVIIe siècles, les Jésuites portugais ont entrepris un grand travail d'évangélisation, qui a fini avec les persécutions religieuses du début de la période Edo (Shogunat Tokugawa). Les Portugais furent les premiers à traduire le japonais dans une langue occidentale, dans le dictionnaire Nippo Jisho (日葡辞書, littéralement « dictionnaire japonais-portugais ») ou Vocabvlario De Lingoa de Iapam compilé par le jésuite portugais João Rodrigues, et publié à Nagasaki en 1603, qui a également écrit une grammaire japonaise Arte da lingoa de Iapam (日本大文典, nihon daibunten). Le dictionnaire japonais-portugais a détaillé 32 000 mots japonais traduits en portugais. Il était inévitable que quelques mots de japonais proviennent du portugais. La plupart de ces mots se rapportent aux produits et aux coutumes qui sont venus la première fois au Japon par l'intermédiaire des commerçants portugais.

## Liste des emprunts
Bon nombre des premiers mots qui ont été introduits dans la langue japonaise à partir du portugais et du néerlandais sont écrits en kanji ou en hiragana, plutôt qu'en katakana, qui est la manière plus commune d'écrire des emprunts dans le japonais moderne. Les versions en kanji des mots sont des ateji.
Le signe † désigne les mots historiques, éteints.
| Japonais rōmaji               | Japonais                          | Signification japonaise                                                                 | Portugais pré-moderne      | Portugais moderne                                 | Français                                            | Notes |
| ----------------------------- | --------------------------------- | --------------------------------------------------------------------------------------- | -------------------------- | ------------------------------------------------- | --------------------------------------------------- | --- |
| arukōru                       | アルコール                        | alcool                                                                                  | alcool                     | álcool                                            | alcool                                              | De l'arabe, terme entré dans le japonais via l'Occident, peut-être du néerlandais                                                                             |
| † bateren                     | 伴天連 / 破天連                   | un prêtre missionnaire (surtout jésuite)                                                | padre                      | padre                                             | prêtre                                              | utilisé dans le Kirishitan |
| battera                       | ばってら                          | genre de sushi                                                                          | bateira                    | bateira, bote                                     | bateau                                              | nommé d'après sa forme |
| bīdama                        | ビー玉                            | marbres (formes sphériques)                                                             | ----                       | berlindes, bola-de-gude, bolinha-de-gude          | ----                                                | abréviation de bīdoro + tama (Japonais: 'balle'). cf. bīdoro                                                                                                  |
| bīdoro                        | ビードロ                          | un certain type d'artefact traditionnel en verre                                        | vidro                      | vidro                                             | verre                                               | |
| birōdo                        | ビロード / 天鵞絨                 | velours                                                                                 | veludo                     | veludo                                            | velours                                             | berubetto est aussi utilisé aujourd'hui. |
| bōro                          | ボーロ / ぼうろ                   | un genre de biscuit (en forme de minuscules perles)                                     | bolo                       | bolo                                              | gâteau                                              | |
| botan                         | ボタン / 釦 / 鈕                  | bouton                                                                                  | botão                      | botão                                             | bouton                                              | |
| buranko                       | ブランコ                          | balancé                                                                                 | balancé, balanço           | baloiço                                           | balancé                                             | |
| charumera                     | チャルメラ                        | petit instrument à vent à hanche double                                                 | charamela                  | charamela (caramelo, «caramel », sont apparentés) | chalemie                                            | autrefois joué par les Japonais vendeurs de nouilles |
| chokki                        | チョッキ                          | gilet                                                                                   | jaque                      | colete, jaqueta                                   | gilet                                               | Besuto (de l'anglais) est utilisé aujourd'hui. |
| furasuko                      | フラスコ                          | flasque (flacon plat)                                                                   | frasco                     | frasco                                            | flasque                                             | |
| iesu or iezusu                | イエス, イエズス                  | Jésus                                                                                   | Jesu                       | Jesus                                             | Jésus                                               | Plus probablement d'origine néerlandaise Jezus |
| igirisu                       | イギリス / 英吉利                 | l'Angleterre                                                                            | inglez                     | inglês                                            | Anglais (adj.)                                      | |
| † iruman                      | イルマン / 入満 / 伊留満 / 由婁漫 | missionnaire prêt à devenir prêtre                                                      | irmão                      | irmão                                             | frère                                               | utilisé dans le Kirishitan |
| jōro                          | じょうろ / 如雨露                 | jarro                                                                                   | jarro                      | cruche, arrosoir                                  | « probablement du portugais » (dictionnaire Kōjien) | |
| juban/jiban                   | じゅばん / 襦袢                   | sous-vêtements pour kimonos                                                             | gibão                      | camiseta, camisete                                | sous-vêtements                                      | Du français jupon transformé en zubon (pantalon). |
| kanakin/kanekin               | 金巾 / かなきん / かねきん        | percale                                                                                 | canequim                   | canequi, cambraia                                 | mousseline non blanchie/calicot                     | jargon du commerce des textiles |
| † kandeya                     | カンデヤ                          | lampe à huile                                                                           | candeia, candela           | vela, candeia                                     | chandelle                                           | disparu, les lampes à huile étant obsolètes. Kantera du néerlandais kandelaar est aussi utilisé.                                                              |
| † kapitan                     | 甲比丹 / 甲必丹                   | capitaine (des bateaux d'Europe pendant les Grandes Découvertes)                        | capitão                    | capitão                                           | capitaine                                           | mot disparu - la mot kyaputen de l'anglais est maintenant utilisé                                                                                             |
| kappa                         | 合羽                              | capeline imperméable                                                                    | capa                       | capa impermeável                                  | imperméable                                         | reinkōto (de l'anglais) est très répandu de nos jours. |
| karuta                        | かるた / 歌留多                   | cartes                                                                                  | cartas (de jogar)          | cartas (de jogar)                                 | cartes à jouer                                      | un genre traditionnel de cartes à jouer, très différentes de celles d'aujourd'hui                                                                             |
| kasutera, kasutēra, kasuteira | カステラ                          | genre de génoise                                                                        | (Pão de) Castela           | Pão de ló                                         | Pain de génoise                                     | Un autre hypothèse cite castelo (château). |
| † kirishitan                  | キリシタン / 切支丹 / 吉利支丹    | Chrétiens des XVIe et XVIIe siècles (qui ont été sévèrement persécutés par le Shogunat) | christão                   | cristão                                           | Chrétiens                                           | Aujourd'hui, on utilise Kurisuchan (de l'anglais). |
| kirisuto                      | キリスト / 基督                   | Christ                                                                                  | Christo                    | Cristo                                            | Christ                                              | |
| kompeitō                      | 金米糖 / 金平糖 / 金餅糖          | Genre de bonbons en forme d'étoile                                                      | confeito                   | confete                                           | friandise, bonbon                                   | (relié à confetti) |
| koppu                         | コップ                            | coupe                                                                                   | copo                       | copo                                              | coupe                                               | Une autre origine possible est kop du néerlandais. |
| † kurusu                      | クルス                            | croix                                                                                   | cruz                       | cruz                                              | croix                                               | utilisé dans le Kirishitan, maintenant kurosu de l'anglais |
| kyarameru                     | キャラメル                        | caramel                                                                                 | caramelo                   | caramelo                                          | caramel                                             | |
| manto                         | マント                            | manteau                                                                                 | manto                      | manto                                             | manteau                                             | Une autre origine possible, « mantel » du néerlandais. |
| marumero                      | マルメロ                          | coing                                                                                   | marmelo                    | marmelo                                           | coing                                               | |
| meriyasu                      | メリヤス / 莫大小                 | un genre de textile en tricot                                                           | medias                     | meias                                             | bonneterie, tricotage                               | |
| miira                         | ミイラ / 木乃伊                   | momie                                                                                   | mirra                      | mirra                                             | Myrrhe                                              | À l'origine, des momies embaumées avec de la myrrhe. |
| oranda                        | オランダ / 和蘭(陀) / 阿蘭陀      | Les Pays-Bas, La Hollande                                                               | Hollanda                   | Holanda                                           | Les Pays-Bas, la Hollande                           | |
| pan                           | パン                              | pain                                                                                    | pão                        | pão                                               | pain                                                | Souvent faussement connecté à l'espagnol pan ou au français pain, les deux ont le même sens. Le mot a été introduit au Japon par les missionnaires portugais. |
| pin kara kiri made            | ピンからキリまで                  | exécuté très vite                                                                       | (pinta, cruz)              | o trigo e o joio                                  | (point, croix)                                      | littéralement 'de pin à kiri' |
| rasha                         | ラシャ / 羅紗                     | une sorte de laine tissée                                                               | raxa                       | sarja                                             | feutre                                              | |
| rozario                       | ロザリオ                          | rosaire                                                                                 | rosario                    | rosário                                           |                                                     | |
| † sabato                      | サバト                            | Sabbat                                                                                  | sábado                     | sábado                                            | Sabbat, Samedi                                      | utilisé dans le Kirishitan (?) |
| saboten                       | サボテン / 仙人掌                 | cactus                                                                                  | sabão                      | sabão                                             | savon                                               | |
| sarasa                        | 更紗                              | chintz                                                                                  | saraça                     | morim                                             | chintz                                              | |
| shabon                        | シャボン                          | (savon)                                                                                 | sabão                      | sabão                                             | savon                                               | généralement vu dans shabon-dama ('bulles de savon') en japonais moderne                                                                                      |
| subeta                        | スベタ                            | (une insulte envers les femmes)                                                         | espada                     | espada                                            | épée                                                | Probablement à partir des cartes à jouer. |
| tabako                        | タバコ / 煙草                     | tabac, cigarette                                                                        | tabaco                     | tabaco                                            | tabac, cigarette                                    | |
| totan                         | トタン / 塗炭                     | tôle galvanisée                                                                         | tutanaga                   |                                                   | fer galvanisé                                       | |
| tempura                       | 天麩羅 / 天婦羅                   | fruits de mer ou légumes frits                                                          | tempero, temperar; tempora | tempero, temperar; tempora                        | De saison                                           | |
| zabon                         | ざぼん / 朱欒 / 香欒              | pamplemousse                                                                            | zamboa                     | zamboa                                            | pamplemousse                                        | |

## Arigatō
On a souvent suggéré que l’arigatō japonais dérivait de l’obrigado portugais, qui signifient tous deux « merci ». Ceci est en réalité faux: l’arigatō japonais est une forme raccourcie de l'expression arigatō gozaimasu, signifiant « merci ». C'est une forme d'un adjectif, arigatai, pour lequel des écrits existent remontant au Man'yōshū, bien avant le contact des Japonais avec le Portugal.